# Arnold Otto Aepli

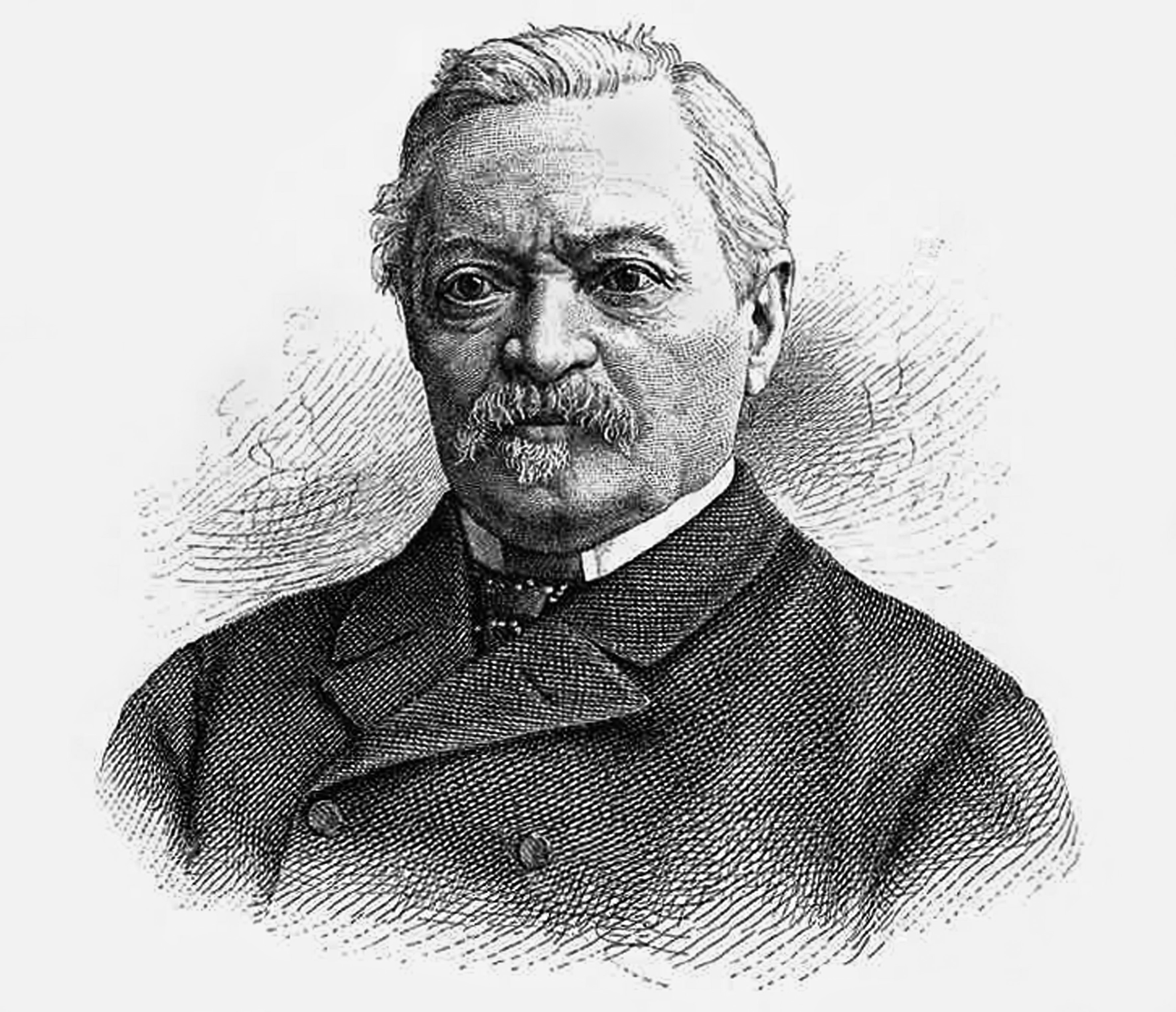
Portrait von Arnold Otto Aepli 1888

Arnold Otto Aepli (* 22. August 1816 in St. Gallen; † 4. Dezember 1897 ebenda) war ein Schweizer Jurist und Staatsmann. 1876/77 amtierte er als Präsident des Nationalrats, von 1883 bis 1893 eidgenössischer Botschafter in Österreich-Ungarn.

## Biografie
Aepli wurde als Sohn einer angesehenen Stadt-St. Galler Bürgerfamilie geboren. Nach dem Gymnasium in St. Gallen und der Akademie in Lausanne studierte er von 1836 bis 1840 an den Universitäten Heidelberg, Berlin und Zürich Jurisprudenz und Staatswissenschaften. Während seiner Studienzeit trat er dem Schweizerischen Zofingerverein bei. In die Vaterstadt zurückgekehrt, stieg der Jurist in der Rechtsprechung bis 1849 vom Sekretär des Untergerichts zum Kantonsrichter auf. 1873–1883 präsidierte er das Kantonsgericht. Zudem war Aepli von 1857 bis 1866 Mitglied des Schweizerischen Bundesgerichts, das er 1862 präsidierte.

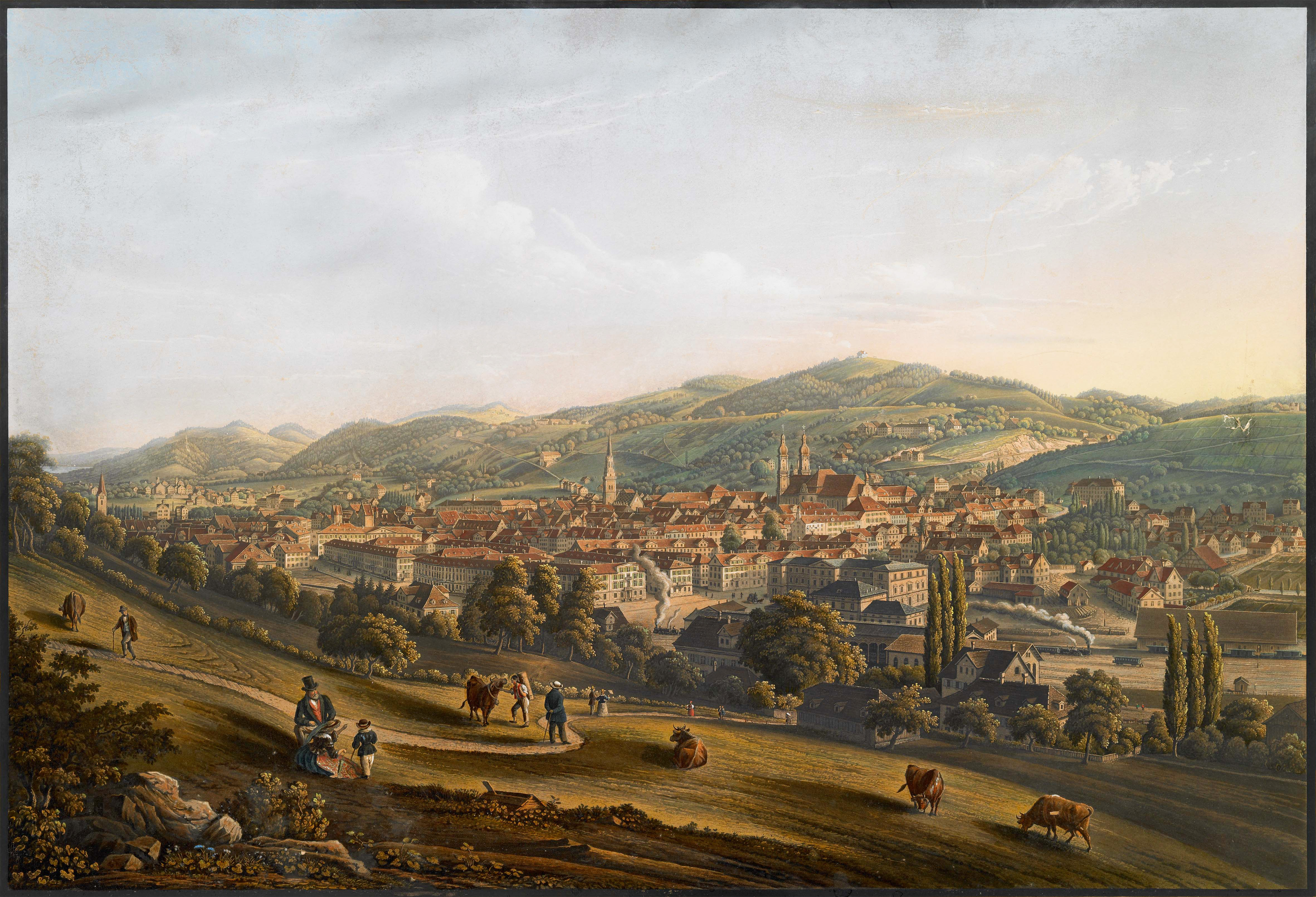
St. Gallen 1856, im Jahr der Eröffnung der Eisenbahnlinie Rorschach-Winterthur

Als liberaler Staatsmann und Befürworter der repräsentativen Demokratie setzte Aepli seine ausserordentliche Schaffenskraft  auch in den Legislativen und Exekutiven des Kantons St. Gallen und des Bundes ein. So war er von 1847 bis 1883 Mitglied des Grossen Rates des Kantons St. Gallen. 1849 bis 1872 vertrat Aepli mit Unterbrüchen den Kanton St. Gallen im Ständerat, wo er sich erfolgreich u. a. für den Erlass der Kriegsschuld der Sonderbundskantone einsetzte. 1868/69 amtierte er als Ständeratspräsident. Im Jahr 1851 wurde Aepli zudem in die St. Galler Kantonsregierung, den Regierungsrat gewählt, wo er im Laufe der Zeit die Direktionen für Justiz, Äusseres und Militär sowie Bau führte. Er gehörte der Regierung bis 1873 an und bekleidete dabei sieben Mal das Amt des Regierungspräsidenten. 1872 bis 1883 wählte das Stimmvolk Aepli mit den höchsten Stimmenzahlen in den Nationalrat; 1876/77 präsidierte er die grosse Bundeskammer. 1875 war er auch Kandidat für den Bundesrat, doch nominierten die kantonalen Radikalen den liberalen Aepli nicht.
In seinem Kanton St. Gallen gelang es Aepli, im leidenschaftlichen Parteienkampf zwischen Konservativen und Radikalliberalen zu vermitteln. So wurde er zum Vater der neuen kantonalen „Friedensverfassung“ von 1861. Die Evangelische Kantonalkirche dankte ihm die demokratische Verfassung von 1862, die u. a. das Instrument der „Volkssynode“ einführte.

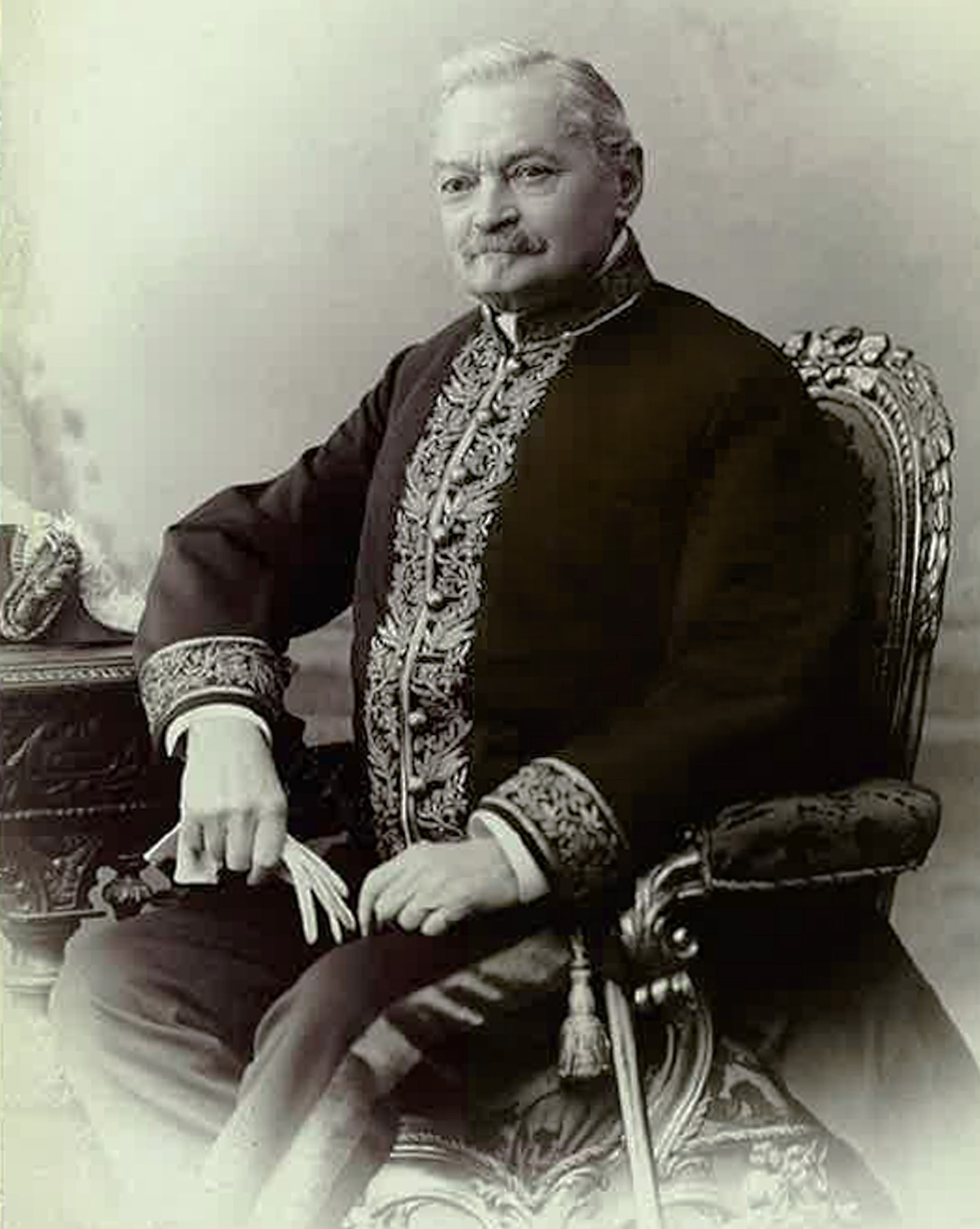
Minister Aepli in Wien um 1890

Das ausgeprägte Geschick Aeplis, stets vermittelnd den Ausgleich zwischen unterschiedlichen Positionen zu finden, nutzte auch die Eidgenossenschaft, in dem sie Aepli verschiedene Mandate übertrug. So war er 1858 und 1860 Eidgenössischer Kommissär in Genf (Savoyerhandel) sowie 1862–1870 in den Grenzkonflikten zwischen den beiden Appenzell. Das schwierigste Mandat, heikel sogar für den protestantischen Kulturkampf-Verweigerer Aepli, betraf die Lösung der lombardisch-tessinischen Bistumsfrage, verbunden mit der umstrittenen Position des Bischofs von Basel, Eugène Lachat. 1866 war er interimistischer Geschäftsträger und von 1883 bis 1893 Schweizerischer Gesandter in Wien, mit Akkreditierung in Serbien und Rumänien; letzterer Monarchie hatte er 1866 mit einer kühnen Ausstellung eines Reisepasses zur Realisierung der Fürstenwahl verholfen. Er war führend beteiligt an der Aushandlung des Staatsvertrags mit Österreich über die Korrektion des Rheinlaufes in den Bodensee, der am 30. Dezember 1892 unterzeichnet wurde.
Aepli war kein Parteimann, aber im In- und Ausland gut vernetzt und auch in der Publizistik und in halbamtlichen und nichtamtlichen Gremien aktiv: als Gründer, Präsident oder gewöhnliches Mitglied in Eisenbahngesellschaften (Er kämpfte u. a. für die Lukmanierbahn.), in der Gemeinnützigen Gesellschaft und in kulturellen Organisationen (Juristischer Leseverein, Historischer Verein, St. Gallischer und Schweizerischer Kunstverein). 1868 gehörte er zu den Gründungsmitgliedern des Vereins für Geschichte des Bodensees und seiner Umgebung.
Arnold Otto Aepli wird als einer der bedeutenden Schweizer Staatsmänner des 19. Jahrhunderts bezeichnet, mit einer Breite des Engagements, wie kaum ein Anderer sie aufwies.

## Werke
Ungedruckte Quellen
- Schriftlicher Nachlass in der Kantonsbibliothek "Vadiana" St. Gallen.
- Erinnerungen (1835–1866). Verfasst im vorgerückten Alter, nur bis 1866. Maschinenabschrift des unvollendeten Manuskripts im Nachlass von Hans Hiller.
- Briefe an August Gonzenbach (Stadtbibliothek Bern).
- Briefe an Peter Conradin von Planta (Privatbesitz Basel).
- Briefe an Jakob Dubs (Zentralbibliothek Zürich).
- Briefe an Alfred Escher (Bundesarchiv Bern).

Gedruckte Quellen
- Briefwechsel mit Karl Anton von Hohenzollern. In: Korrespondenz zwischen Arnold Otto Aepli und Karl Anton von Hohenzollern 1864–1884. Herausgegeben von Dr. Johannes Dierauer. St. Gallen, 1904.
- Aufzeichnungen über die Ausfertigung der Reisepässe für den Prinzen Karl von Hohenzollern. Beilage zur Korrespondenz, und in St.Gallische Analekten. Herausgegeben von Dr. Johannes Dierauer. XIII: Aus den Papieren des Landammanns Aepli. St. Gallen, 1904.
- Gedrängte Darstellung der Bildung und Entwicklung der kaufmännischen Korporation in St. Gallen und deren Leistungen und Schicksale bis zum Schluss des Jahres 1841. In: St. Gallische Jahrbücher 1835–1843. Zweite Abtheilung. Von P. Ehrenzeller. St. Gallen, 1843. S. 385–402.
- Welchem Münzfuss soll das schweizerische Volk den Vorzug geben, dem französischen oder dem schweizerischen? St. Gallen, 1850.
- Ansichten über die Verfassungsrevision, zugleich als Antwort auf die "Bedenken gegen die Verfassungsrevision" des Herrn Regierungsrath Steiger. St. Gallen, 1851.
- Gutachten der Majorität der Kommission des Ständerathes über den Nachlass der Sonderbundsschuld. Vom 28. Juli 1852 (selbständig erschienen und im Bundesblatt 1852 Bd. II).
- Historische Darstellung der Hoheitsrechte der schweizerischen Eidgenossenschaft auf dem Bodensee (Mittheilungen zur vaterländischen Geschichte XII). St. Gallen, 1870.
- Johann Jakob Blumer, Briefe an Arnold Otto Aepli (1845–1848). St. Gallische Analekten. Herausgegeben von Johannes Dierauer. IX. Aus der Sonderbundszeit IV. St. Gallen, 1899.
- Eingabe der evangelischen Synode des Kantons St. Gallen an den Tit. Verfassungsrath desselben betreffend die zukünftige Stellung des Kirchen- und Schulwesens in dem Gesammtorganismus des Kantons St. Gallen 1861. Hauptverfasser Aepli.
- Erklärung der Minderheit des Verfassungsrathes des Kantons St. Gallen an das Sankt Gallische Volk über die Verfassungsrevision. St. Gallen, 1860. Hauptverfasser Aepli.

## Bilder

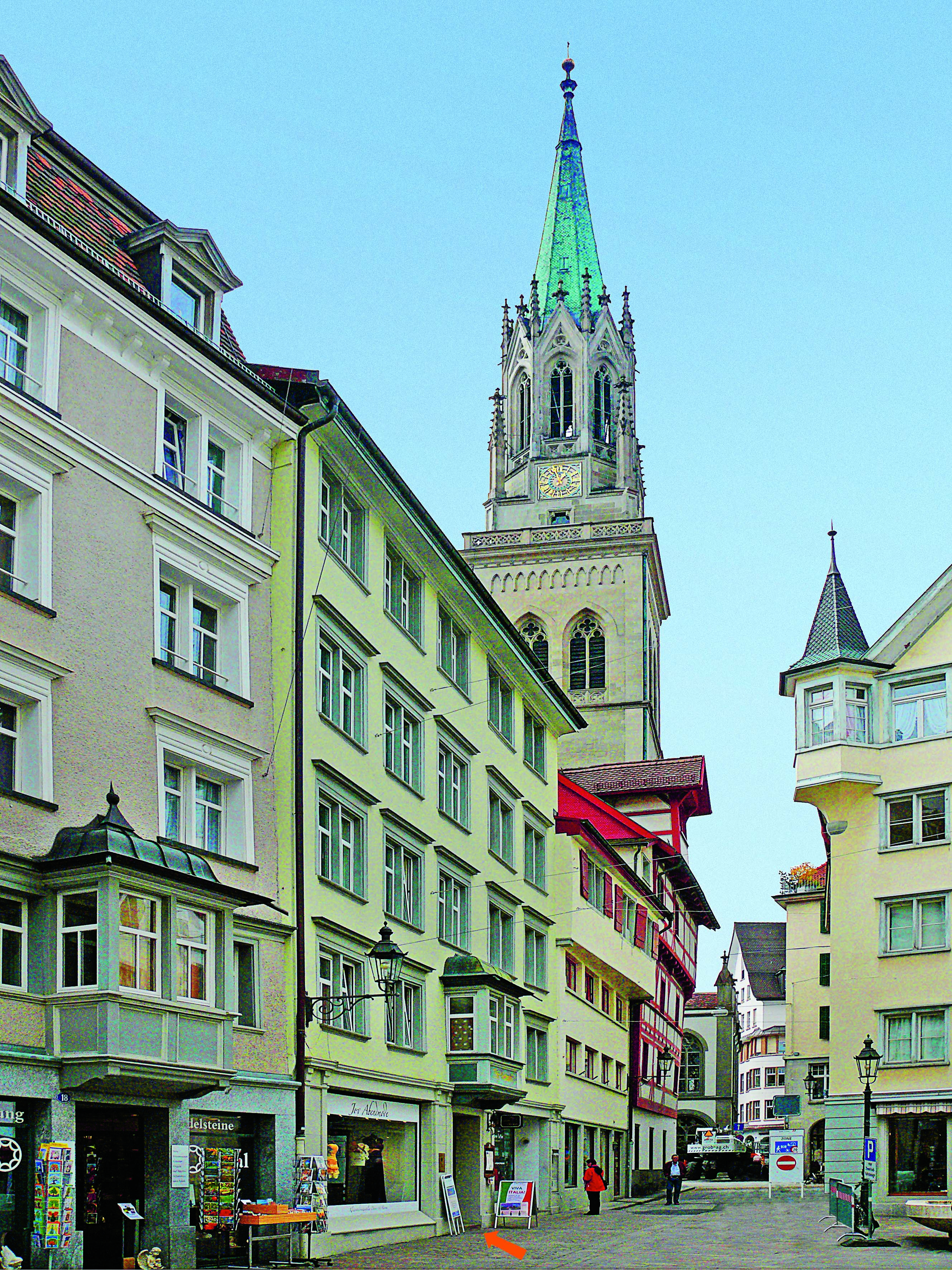
Geburtshaus von Aepli an der Spisergasse 16 (Pfeil) am Aepliplatz in St. Gallen
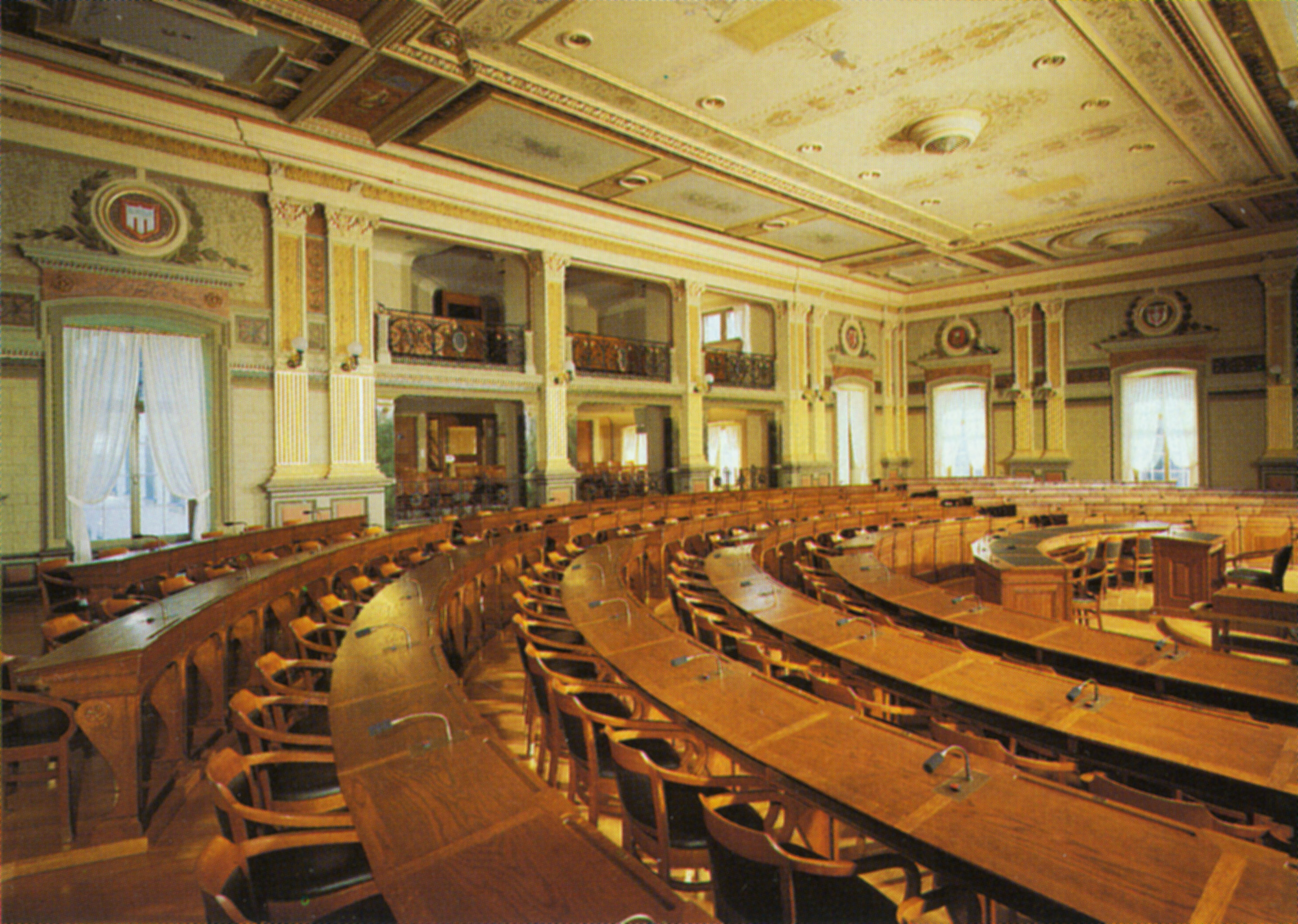
Grossratssaal (Parlament) im Regierungsgebäude St. Gallen, wo Aepli als Gross- und Regierungsrat wirkte
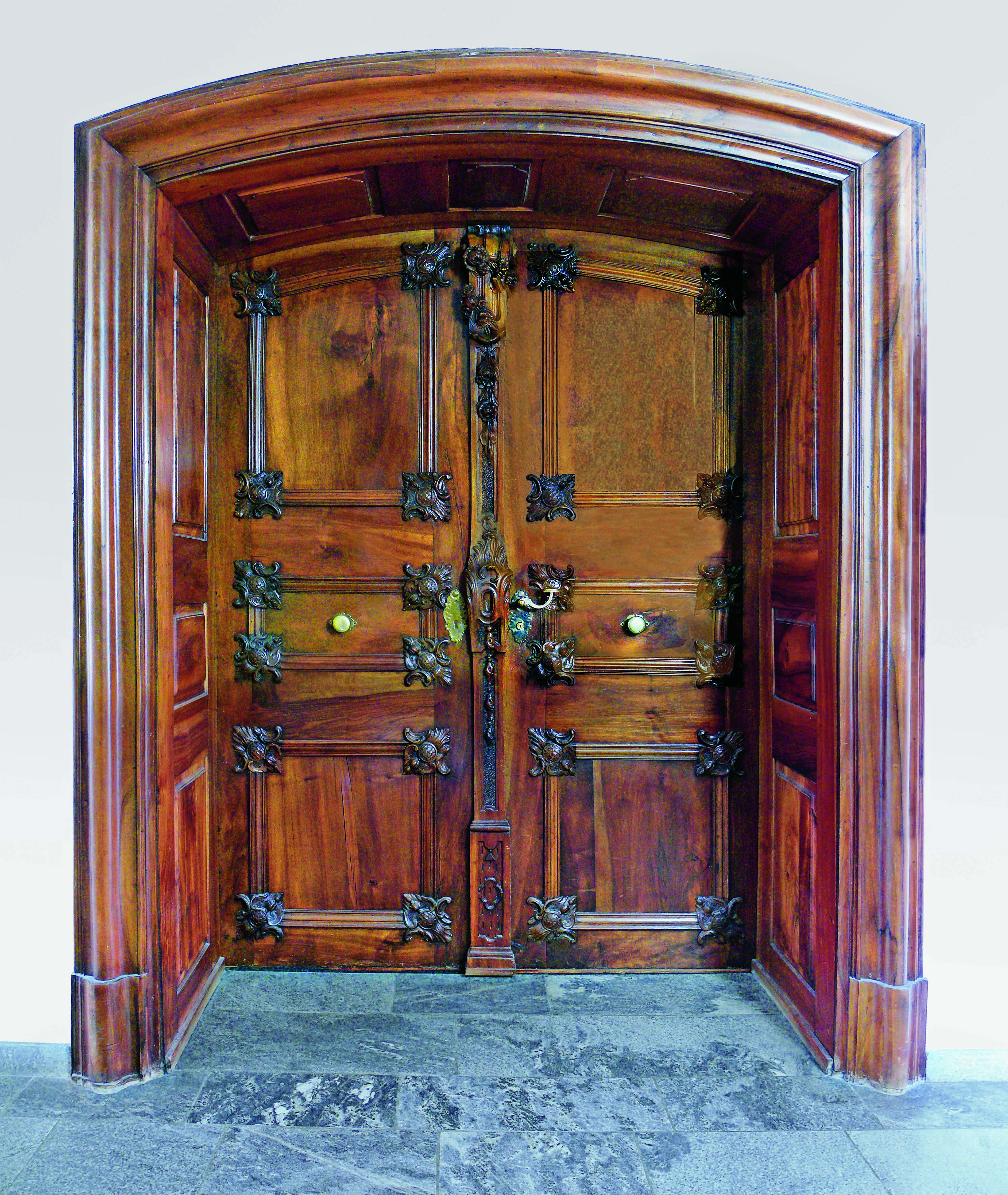
Portal zum ehemaligen Kantonsgericht in St. Gallen, wo 1862 unter Aeplis Präsidium das Bundesgericht tagte